# Майами (округ, Канзас)
Майа́ми (англ. Miami County) — округ в штате Канзас, США. Официально образован 25 августа 1855 года. По состоянию на 2010 год, численность населения составляла 32 787 человека.

## География
По данным Бюро переписи США, общая площадь округа равняется 1 528,490 км2, из которых 1 493,706 км2 суша и 13,430 км2 или 2,280 % это водоёмы.

## Население
По данным переписи населения 2000 года в округе проживает 28 351 жителей в составе 10 365 домашних хозяйств и 7 794 семей. Плотность населения составляет 19,00 человек на км2. На территории округа насчитывается 10 984 жилых строений, при плотности застройки около 7,00-ти строений на км2. Расовый состав населения: белые — 95,96 %, афроамериканцы — 1,54 %, коренные американцы (индейцы) — 0,52 %, азиаты — 0,17 %, гавайцы — 0,01 %, представители других рас — 0,44 %, представители двух или более рас — 1,36 %. Испаноязычные составляли 0,00 % населения независимо от расы.
В составе 37,00 % из общего числа домашних хозяйств проживают дети в возрасте до 18 лет, 63,50 % домашних хозяйств представляют собой супружеские пары проживающие вместе, 8,00 % домашних хозяйств представляют собой одиноких женщин без супруга, 24,80 % домашних хозяйств не имеют отношения к семьям, 21,00 % домашних хозяйств состоят из одного человека, 8,80 % домашних хозяйств состоят из престарелых (65 лет и старше), проживающих в одиночестве. Средний размер домашнего хозяйства составляет 2,66 человека, и средний размер семьи 3,09 человека.
Возрастной состав округа: 27,90 % моложе 18 лет, 7,30 % от 18 до 24, 29,70 % от 25 до 44, 23,10 % от 45 до 64 и 23,10 % от 65 и старше. Средний возраст жителя округа 37 лет. На каждые 100 женщин приходится 97,80 мужчин. На каждые 100 женщин старше 18 лет приходится 96,00 мужчин.
Средний доход на домохозяйство в округе составлял 46 665 USD, на семью — 55 830 USD. Среднестатистический заработок мужчины был 37 441 USD против 27 271 USD для женщины. Доход на душу населения составлял 21 408 USD. Около 3,60 % семей и 5,50 % общего населения находились ниже черты бедности, в том числе — 5,40 % молодёжи (тех, кому ещё не исполнилось 18 лет) и 8,40 % тех, кому было уже больше 65 лет.